# ビストロ・クロニーク
『ビストロ・クロニーク 〜あの日を忘れない〜』は、唐沢俊一による演劇作品である。2014年10月1日より10月5日まで全8公演が阿佐ヶ谷アルシェにて上演された。
キャッチコピーは、”唐沢俊一が送る、「オトナのための、そしてこれからオトナになる人のための」ほろにがコメディ。”

## あらすじ
人気作家、織部章太郎は毎年記念日になると、フレンチレストラン「ビストロ・クロニーク」を訪れる事にしていた。自分の書いた文章が初めて載った大手小説雑誌の発売日、それが織部にとっての記念日だった。その記念日に織部を連れて来たのは当時の担当編集者だった島森薫。作家としては右も左も分からなかった織部を指導し一人前の作家へと育ててくれた、織部にとっての恩人であった。だが織部の進む道が作家としての軌道に乗り始めた頃、突然、薫は出版社を辞め行方知れずになった。
薫に密かな恋心を抱いていた織部は薫の事が忘れられず、以来毎年記念日にはわざわざ今は使われなくなった古い席に２人分の席を予約しては訪れていた。薫が現れるのではないかという期待を込めて。だが薫が現れる事は無いまま何年もの時が過ぎて行った。
今年も記念日が来て織部はビストロ・クロニークを訪れていた。最新作「人形使いの夏」もベストセラーとなり映画化も決まってはいたものの織部の顔は浮かない。映画会社やスポンサーの意向でメインヒロイン島原佳苗を演ずるのがアイドル加野まみなに決まったからだ。実は「人形使いの夏」は島森との思い出を元にした作品であり、織部にとって大切なヒロインを演技力のないアイドルが演じる事が許せず、原作者権限でもっと演技力のある役者への変更を申し入れていた。
こうして今年の記念日も一人、思い出の席で薫を待つ織部。だが織部の前には予期せぬ客ばかりが現れる。織部に気があるそぶりを見せ、親密になろうするアパレル会社社長夫人でタレントの万田みち。万田の浮気相手が織部ではないかと疑いレストランに潜り込んだ万田の夫、花山。何故か薫との思い出の曲をピアノで演奏できるちょっと変わった女性、篠崎瑠衣。そして織部が降板させようとしていた加野まみなも織部を追いかけて店に現れる。加野は織部から配役の件をたてに性的交渉を迫られた結果妊娠してしまった告白、騒然となる一同。身に覚えがないと抗弁する織部は気の短いシェフ、陳に頭を叩かれ昏倒する。やがて織部の意識は過去の記憶、あるいは選ばれる事がなかった織部の人生へと漂い出す….

## キャスト
- 織部章太郎…野々川護
- 島森薫…小島菜奈子（劇団天然ポリエステル）
- 加野まみな…桐島ココ
- 花山昭三…大橋健一
- 万田みち…小室友里
- 過去の織部章太郎…鈴木祐大
- つばき…草彅真実子
- 篠崎瑠衣…塩原奈緒
- 鏡沢ウメ子…やんえみ（劇団天然ポリエステル）
- 田所三郎…おかざき雄一（劇団天然ポリエステル）
- 山城和也…助川玲
- 陳康平…中山聡
- 斎藤ゴンザレス…杉本純一（劇団天然ポリエステル）
- 加野のマネージャー島…島敏光
- 加野のマネージャー中澤…中澤隆範（劇団ヨロタミ）
- 池端…吉田奈穂（声）

## スタッフ
- 作・演出…唐沢俊一
- 演出補…高原フヒト
- 音楽…グレート義太夫
- 振付…那須美恵子
- 舞台監督・美術…入倉津
- 音響…成田章太郎
- 照明…森泉真喜
- 照明操作…川島唯
- ビデオ制作…小堤正人
- スチール…長谷川智紀
- web製作…マドデザイン
- 制作協力…株式会社アールスタイル

## ソフト化
DVD『ビストロ・クロニーク』、サウンドトラック『I'll never forget that day』が共に2014年12月31日に発売された。
サウンドトラック『I'll never forget that day』には劇中使用曲の他に、ドラマパートも収録されているがこれは劇中で使用される予定でカットされたエピソードを基にしている。